# La Casa Gran (Santa Margarida de Montbui)
La Casa Gran és un edifici de Santa Margarida de Montbui (Anoia) declarat bé cultural d'interès nacional.

## Descripció
És una residència, casa-palau, o casa senyorial, de planta rectangular i dos pisos. La façana principal dona a la Plaça Major del poble i presenta un portal amb enormes dovelles; aquesta façana ha sofert algunes transformacions en portes i finestres i va ésser arrebossada recentment. Hi ha una galeria al migdia amb un oratori o capella dedicada al Sagrat Cor de Jesús. Interiorment ha estat transformada. La coberta és a quatre vessants i amb teula àrab. Pertany al segle xvii i a un estil popular.a dels comtes de Plasència i barons de Montbui.

## Història
Amb el matrimoni d'Anna de Montbui i Claudia de Lanuza, gentilhome de Carles V, al segle xvi, fou incorporada a la casa comtal de Plasència.
Josep de Lanuza-Montbui, al segle xvii va fer construir al poble de Montbui la Casa Gran. El senyoriu de Montbui està en poder de la casa de Plasència fins a l'any 1886 que passà a la família Biosca d'Igualada.